# Rotes Kloster (Ägypten)

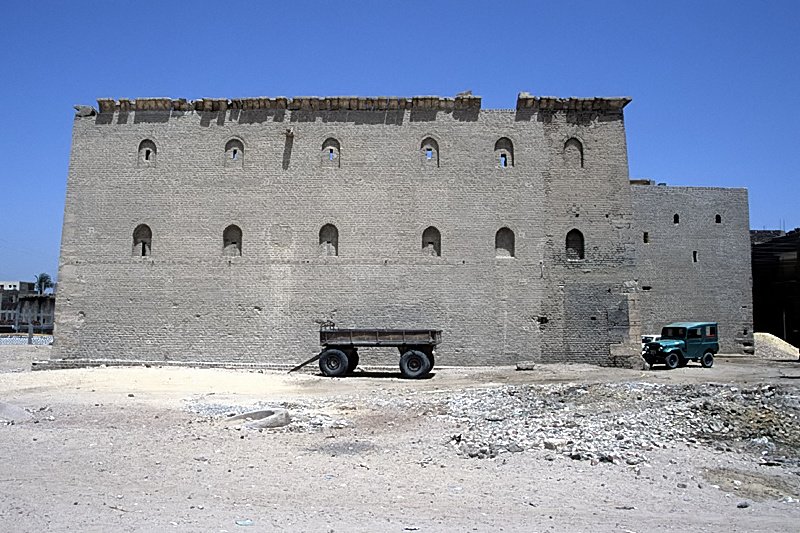
Kirche des Roten Klosters, Außenansicht

Das Rote Kloster (Deir Anba Bishai oder Deir Anba Bishoi) ist ein koptisch-orthodoxes Kloster, welches nach dem ägyptischen Heiligen Pischoi benannt wurde. Das Kloster befindet sich rund 4 km nordwestlich des Weißen Klosters in der Nähe der oberägyptischen Stadt Sohag. 
Der Name des Klosters wird von der roten Farbe des Baumaterials der Außenwände abgeleitet. Diese bestehen aus rötlichen gebrannten Backsteinen. Diese Wände sind an der Basis deutlich dicker als an der Spitze, analog zu den Mauern der altägyptischen Tempelbauten. Das Rote Kloster ähnelt architektonisch dem Weißen Kloster.